# Dilane Roese
Dilane Azambuja Roese (Novo Hamburgo, 15 de setembro de 1977) é uma handebolista brasileira, que atuava na ponta-direita. 
Depois de afastada do esporte, Dilane fixou residência em São Bernardo do Campo, no estado de São Paulo, onde formou-se em ciências contábeis, casou, abriu um bar e teve uma filha.

## Trajetória desportiva
Começou a jogar handebol aos 12 anos na escola em que estudava em sua cidade natal  e, ainda adolescente, foi jogar num time do Rio de Janeiro. Foi convocada para a seleção adulta aos 16 anos.
Conquistou medalha de ouro nos Jogos Pan-Americanos de 1999 em Winnipeg.
Fez parte da  seleção brasileira que pela primeira vez disputou as Olimpíadas, nos Jogos Olímpicos de 2000 em Sydney, onde o Brasil alcançou o oitavo lugar.
Em 2002 transferiu-se para São Bernardo do Campo, para atuar pelo Clube Mesc (Movimento de Expansão Social Católica).
Depois de muito treino, muitos campeonatos, e de muita entrega atrás da realização profissional, Dilane foi submetida a seis cirurgias nos joelhos, e a avaliação médica foi de que deveria parar com o handebol.